# Martin Hruška
Martin Hruška (* 11. května 1981 v Bílé Třemešné) je český fotbalový záložník. Mimo Česko působil na Slovensku.

## Klubová kariéra
Svoji fotbalovou kariéru začal v TJ Sokol Bílá Třemešná. V roce 2001 zamířil do FK Teplice, odkud později zamířil do FC Chomutov. V roce 2004 odešel do FK Ústí nad Labem. Následně zamířil do FK Baník Most, odkud se po roce vrátil zpět do Ústí nad Labem. V létě 2007 odešel do FC Spartak Trnava, který se stal jeho prvním zahraničním angažmá. Před ročníkem 2010/11 se vrátil do Česka, konkrétně do FC Viktoria Plzeň. V březnu 2011 přestoupil do FC ViOn Zlaté Moravce. V sezoně 2010/11 získala Plzeň mistrovský titul, na kterém se hráč částečně podílel. V létě 2012 odešel do FC Fastav Zlín. Před jarem 2014 zamířil hostovat do Chomutova, odkud se po půl roce vrátil do Zlína. Před ročníkem 2014/15 mu ve Zlíně skončila smlouva a odešel. Od léta 2014 působí v klubu TJ Dvůr Králové nad Labem.